# Joaquín Cera Barrios

Joaquín Cera Barrios   (Barcelona, 1967) és un autor de còmics català, creador de Pafman, entre altres personatges.
Després de passar, amb 16 anys, per l'Escola Joso i de treballar al camp de la publicitat, la seua carrera professional al món de l'humor comença l'any 1985 quan és fitxat per l'editorial Bruguera per elaborar historietes a la revista Mortadelo, que al cap de poc desapareixeria, junt amb l'editorial. No debades, Cera va ser l'últim dibuixant contractat per l'editorial.
Amb la creació d'Ediciones B, editorial hereva de Bruguera, Cera seria posat en nòmina i començaria l'etapa més prolífica de la seua etapa com humorista gràfic. De vegades sol, (amb personatges com Pafman o El doctor Pacostein) de vegades fent tàndem amb Juan Carlos Ramis (Los Xunguis o algunes pàgines protagonitzades pels personatges d'Escobar Zipi i Zape) Cera va ser un dels autors amb més col·laboracions a les revistes d'Ediciones B dels anys 90: TBO, Supermortadelo i Super Zipi y Zape. De fet, el duet Ramis-Cera va complementar amb molt d'encert a autors ja consagrats com Ibáñez, Escobar (a qui el mateix Cera va ajudar a entintar a les seues últimes pàgines) Jan o Raf. L'any 1996 l'editorial decideix acabar amb les revistes de còmics per publicar només que àlbums i tots els creadors, a excepció d'Ibáñez i Jan són despatxats. Cera treballarà aleshores com a guionista per a la televisió.
Tanmateix, Cera tornarà a treballar per Ediciones B junt al seu company i amic Ramis en el projecte de ressuscitar als germans Zipi i Zape, sèrie que després de 8 números serà cancel·lada. Millor sort van tindre altres personatges del duo: Els Xunguis, dels que es publiquen àlbums des de 1992, amb una periodicitat anual des de l'any 2000.
L'any 2004 Ediciones B decidirà publicar noves aventures del seu personatge més reeixit, Pafman en la col·lecció Top Cómic. El primer número va ser Pafman redevuelve i la sèrie continua oberta, amb periodicitat anual.